# Stefan Örn
Stefan Örn, född 9 januari 1975 i Gällstads församling, Älvsborgs län, är en svensk låtskrivare och musiker. 
Han är en av låtskrivarna som skapade Azerbajdzjans bidrag i Eurovision Song Contest 2010, 2011 och 2012. Bidraget från 2010, "Drip Drop", kom på femte plats, bidraget från 2011 "Running Scared" vann tävlingen och bidraget från 2012, "When the Music Dies" kom på fjärde plats.
Stefan Örn är uppvuxen i Dalstorp i Tranemo kommun och bodde i Kalmar innan han flyttade till Stockholm. Började sin karriär i cover-bandet Kramers där han var pianist/gitarrist och han har senare varit gitarrist i det svenska bandet Apollo Drive. 
2013 var han med och skrev den officiella låten för Europamästerskapet i fotboll för damer 2013  "Winning Ground", som framfördes av Eric Saade. Örn är systerson till Sveriges före detta förbundskapten för damlandslaget i fotboll, Pia Sundhage.